# Historia de las matemáticas

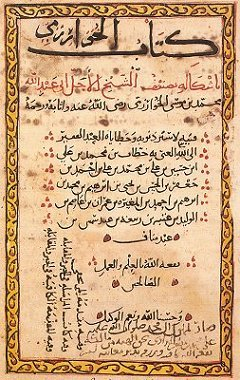
Página del Compendio de cálculo por compleción y comparación de Muhammad ibn Mūsā al-Khwārizmī (820 d. C.).

La historia de la matemática es el área de estudio de investigaciones sobre los orígenes de descubrimientos en la matemática, de los métodos de la evolución de sus conceptos y también en cierto grado de los matemáticos involucrados.
El surgimiento de la matemática en la historia humana está estrechamente relacionado con el desarrollo del concepto del número, proceso que ocurrió de manera muy gradual en las comunidades humanas primitivas. Aunque disponían de una cierta capacidad de estimar tamaños y magnitudes, no poseían inicialmente una noción de número. Así, los números más allá de dos o tres, no tenían nombre, de modo que utilizaban alguna expresión equivalente a "muchos" para referirse a un conjunto mayor.
El siguiente paso en este desarrollo es la aparición de algo cercano a un concepto de número, aunque muy básico, todavía no como entidad abstracta, sino como propiedad o atributo de un conjunto concreto. Más adelante, el avance en la complejidad de la estructura social y sus relaciones se fue reflejando en el desarrollo de la matemática. Los problemas a resolver se hicieron más difíciles y ya no bastaba, como en las comunidades primitivas, con solo contar cosas y comunicar a otros la cardinalidad del conjunto contado, sino que llegó a ser crucial contar conjuntos cada vez mayores, cuantificar el tiempo, operar con fechas, posibilitar el cálculo de equivalencias para el trueque. Es el momento del surgimiento de los nombres y símbolos numéricos.
Antes de la Edad Moderna y la difusión del conocimiento a lo largo del mundo, los ejemplos escritos de nuevos desarrollos matemáticos salían a la luz solo en unos pocos escenarios. Los textos matemáticos más antiguos disponibles son la tablilla de barro Plimpton 322 (c. 2000-1900 a. C.), el papiro de Moscú (c. 1850 a. C.), el papiro de Rhind (c. 1800 a. C.) y los textos védicos Shulba Sutras (c. 800 a. C.).
El estudio de la matemática como "disciplina demostrativa" comenzó en el siglo VI a. C. con los pitagóricos, que acuñaron el término "matemática" a partir del griego antiguo μάθημα (mathema), que significa "materia de instrucción". La matemática griega refinó enormemente los métodos (especialmente mediante la introducción del razonamiento deductivo y el rigor matemático en las demostraciones) y ampliaron la materia de la matemática.Aunque no hicieron prácticamente ninguna contribución a las matemáticas teóricas, los antiguos romanos utilizaron las matemática aplicada en topografía, ingeniería estructural, ingeniería mecánica, contabilidad, creación de calendarios lunares y solares e incluso artes y oficios. Las matemática chinas hicieron contribuciones tempranas, incluyendo un sistema de valor posicional y el primer uso de números negativos. El sistema numérico indo-árabico y las reglas para el uso de sus operaciones, en uso en todo el mundo hoy en día evolucionaron en el transcurso del primer milenio d. C. en la India y se transmitieron al mundo occidental a través de la matemática islámica a través de la obra de Muḥammad ibn Mūsā al-Khwārizmī. Las matemática islámica, a su vez, desarrollaron y ampliaron la matemática conocida por estas civilizaciones.
La matemática egipcias y babilónicas fueron ampliamente desarrolladas por la matemática helénica, donde se refinaron los métodos (especialmente la introducción del rigor matemático en las demostraciones) y se ampliaron los asuntos propios de esta ciencia. La matemática en el islam medieval, a su vez, desarrolló y extendió la matemática conocidas por estas civilizaciones ancestrales. Contemporáneas pero independientes de estas tradiciones fueron las matemática desarrolladas por la civilización maya de México y América Central, donde el concepto de cero recibió un símbolo estándar en los numerales mayas. Muchos textos griegos y árabes de matemática fueron traducidos al latín, lo que llevó a un posterior desarrollo de las matemáticas en la Edad Media. 
Desde el renacimiento italiano, en el siglo XV, los nuevos desarrollos matemáticos, interactuando con descubrimientos científicos contemporáneos, han ido creciendo exponencialmente hasta el día de hoy. 
Tradicionalmente se ha considerado que la matemática, como ciencia, surgió con el fin de hacer los cálculos en el comercio, para medir la Tierra y para predecir los acontecimientos astronómicos. Estas tres necesidades pueden ser relacionadas en cierta forma a la subdivisión amplia de la matemática en el estudio de la estructura, el espacio y el cambio.[cita requerida]

## Prehistoria

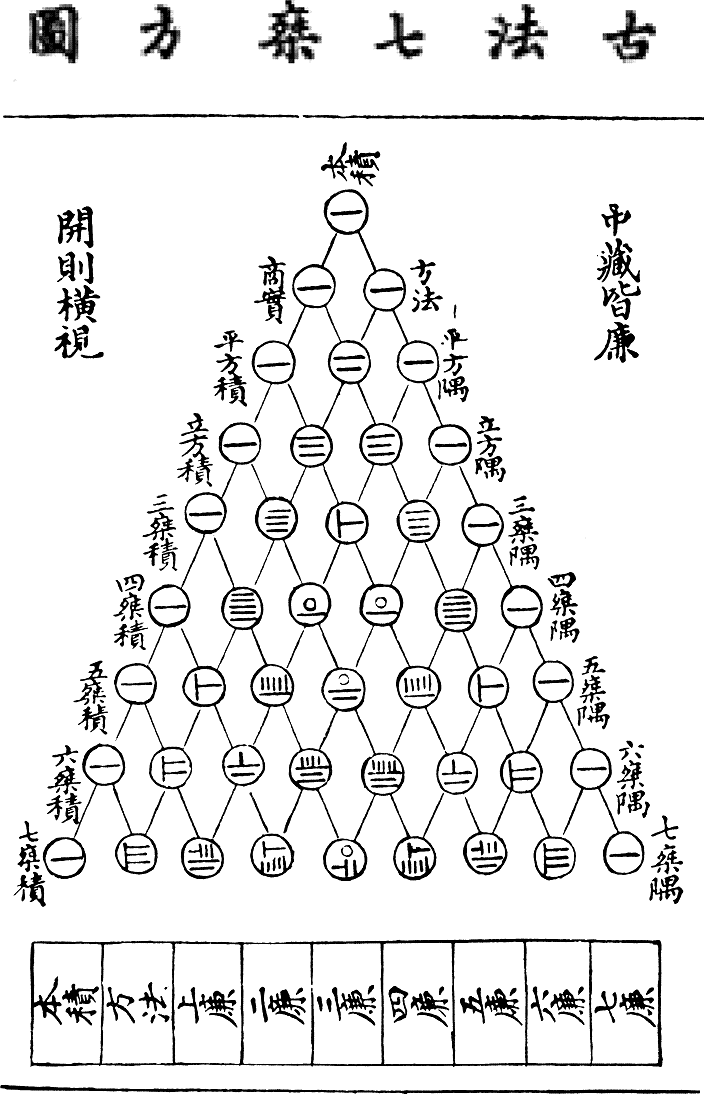
Sistema chino de numeración con varillas.

Mucho antes de los primeros registros escritos, hay dibujos que indican algún conocimiento de matemática elemental y de la medida del tiempo basada en las estrellas. Por ejemplo, los paleontólogos han descubierto rocas de ocre en la Cueva de Blombos en Sudáfrica de aproximadamente 70.000 años de antigüedad, que están adornados con hendiduras en forma de patrones geométricos. También se descubrieron artefactos prehistóricos en África y Francia, datados entre el 35.000 y el 20.000 a. C., que sugieren intentos iniciales de cuantificar el tiempo.
Hay evidencias de que las mujeres inventaron una forma de llevar la cuenta de su ciclo menstrual: de 28 a 30 marcas en un hueso o piedra, seguidas de una marca distintiva. Más aún, los cazadores y pastores empleaban los conceptos de uno, dos y muchos, así como la idea de ninguno o cero, cuando hablaban de manadas de animales. El hueso de Ishango, encontrado en las inmediaciones del río Nilo, al noreste del Congo, puede datar de antes del 20.000 a. C. Una interpretación común es que el hueso supone la demostración más antigua conocida de una secuencia de números primos y de la multiplicación por duplicación.

## Edad Antigua

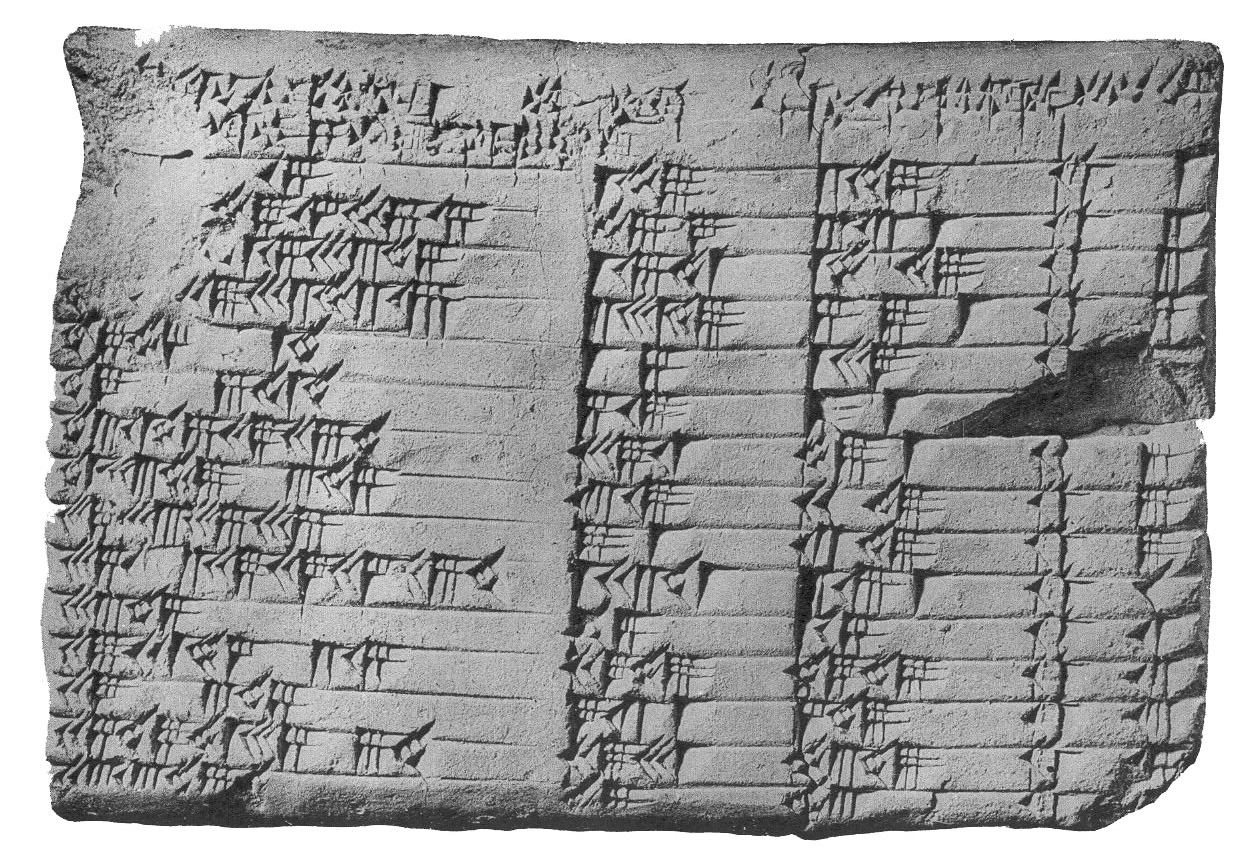
Tablilla babilónica donde se muestran ternas pitagóricas.

### Babilonia
La matemática babilónica (también conocida como matemática asirio-babilónica) es el conjunto de conocimientos matemáticos que desarrollaron los pueblos de Mesopotamia, actual Irak, desde la temprana civilización sumeria hasta la caída de Babilonia en el 539 a. C. Se llaman matemáticas babilónicas debido al papel central de Babilonia como lugar de estudio, que dejó de existir durante el periodo helenístico. Desde este punto, las matemáticas babilónicas se fundieron con las matemáticas griegas y egipcias para dar lugar a las matemáticas helenísticas. Más tarde, bajo el Imperio árabe, Mesopotamia, especialmente Bagdad, volvió a ser un importante centro de estudio para las matemáticas islámicas.
Los textos de matemática babilónica son abundantes y están bien editados; se pueden clasificar en dos períodos temporales: el referido a la Antigua Babilonia (1830-1531 a. C.) y el correspondiente al seléucida de los últimos tres o cuatro siglos a. C. En cuanto al contenido, hay apenas diferencias entre los dos grupos de textos. La matemática babilónica permaneció constante, en carácter y contenido, por aproximadamente dos milenios. En contraste con las escasas fuentes de matemática egipcia, nuestro conocimiento de la matemática babilónica se deriva de unas 400 tablillas de arcilla, desenterradas  en 1850. Trazadas en escritura cuneiforme, las tablillas se grababan mientras la arcilla estaba húmeda, y luego eran endurecidas en un horno o calentándolas al sol.
Las evidencias más tempranas de matemáticas escritas datan de los antiguos sumerios, que constituyeron la civilización primigenia en Mesopotamia. Los sumerios desarrollaron un sistema complejo de metrología desde el 3000 a. C. Desde alrededor del 2500 a. C. en adelante, los sumerios escribieron tablas de multiplicar en tablillas de arcilla y trataron ejercicios geométricos y problemas de división. Las señales más tempranas de los numerales babilónicos también datan de ese periodo.

### Egipto
La matemática egipcia es la matemática desarrollada en el Antiguo Egipto o escrita en las lenguas egipcias. Constituyeron la rama de la ciencia que más se desarrolló en el Antiguo Egipto. Desde el periodo helenístico, el griego sustituyó al egipcio como el lenguaje escrito de los escolares egipcios y desde ese momento las matemáticas egipcias se fundieron con las griegas y babilónicas para dar lugar a la matemática helénica. El estudio de las matemáticas en Egipto continuó más tarde bajo el influjo árabe como parte de las matemáticas islámicas, cuando el árabe se convirtió en el lenguaje escrito de los escolares egipcios.
El texto matemático más antiguo descubierto es el papiro de Moscú, que data del Imperio Medio de Egipto, hacia el 2000-1800 a. C. Como muchos textos antiguos, consiste en lo que hoy se llaman problemas con palabras o problemas con historia, que tienen la intención aparente de entretener. Se considera que uno de los problemas es de particular importancia porque ofrece un método para encontrar el volumen de un tronco: «Si te dicen: una pirámide truncada [de base cuadrada] de 6 de altura vertical, por 4 en la base [base inferior] y 2 en lo alto [base superior]. Haces el cuadrado de 4 y resulta 16. Doblas 4 y resulta 8. Haces el cuadrado de 2 y resulta 4. Sumas el 16, el 8 y el 4 y resulta 28. Tomas un tercio de 6 y resulta 2. Tomas 28 dos veces y resulta 56. Mira, es 56. Encontrarás lo correcto.» Otro conjunto de reglas presente en el papiro es para determinar el volumen de una esfera.
El papiro de Rhind (hacia 1650 a. C.) es otro texto matemático egipcio fundamental, un manual de instrucciones en aritmética y geometría. En resumen, proporciona fórmulas para calcular áreas y métodos para la multiplicación, división y trabajo con fracciones unitarias. También contiene pruebas de otros conocimientos matemáticos, incluyendo números compuestos y primos, media aritmética, geométrica y armónica, y una comprensión simple de la criba de Eratóstenes y la teoría de números perfectos (a saber, del número 6). El papiro también muestra cómo resolver ecuaciones lineales de primer orden, así como series aritméticas y series geométricas.
Además, tres elementos geométricos del papiro de Rhind sugieren los rudimentos de la geometría analítica: cómo obtener una aproximación de {\displaystyle \pi } con un error menor del 1%[cita requerida]; un antiguo intento de cuadrar el círculo; y el uso más antiguo conocido de un tipo de cotangente. El papiro también anuncia «Reglas para estudiar la naturaleza y para comprender todo lo que existe, todo misterio, todo secreto.»
Finalmente, el papiro de Berlín (hacia 1300 a. C.) muestra que los antiguos egipcios podían resolver una ecuación cuadrática.

### Grecia
La matemática griega, o matemática helénica, es la matemática escrita en griego desde el 600 a. C. hasta el 300 d. C. Los matemáticos griegos vivían en ciudades dispersas a lo largo del Mediterráneo Oriental, desde Italia hasta el Norte de África, pero estaban unidas por un lenguaje y una cultura comunes. Las matemáticas griegas del periodo siguiente a Alejandro Magno se llaman en ocasiones matemáticas helenísticas.
Las matemáticas griegas eran más sofisticadas que las matemáticas que habían desarrollado las culturas anteriores. Todos los registros que quedan de las matemáticas pre-helenísticas muestran el uso del razonamiento inductivo, esto es, repetidas observaciones usadas para establecer reglas generales. Los matemáticos griegos, por el contrario, usaban el razonamiento deductivo. Los griegos usaron la lógica para deducir conclusiones, o teoremas, a partir de definiciones y axiomas. La idea de las matemáticas como un entramado de teoremas sustentados en axiomas está explícita en los Elementos de Euclides (hacia el 300 a. C.).
Se cree que las matemáticas griegas comenzaron con Tales (hacia 624 a. C. - 546 a. C.) y Pitágoras (hacia 582 a. C. - 507 a. C.). Aunque el alcance de su influencia puede ser discutido, fueron inspiradas probablemente por las matemáticas egipcias, mesopotámicas e indias. Según la leyenda, Pitágoras viajó a Egipto para aprender matemáticas, geometría y astronomía de los sacerdotes egipcios.
Tales usó la geometría para resolver problemas tales como el cálculo de la altura de las pirámides y la distancia de los barcos desde la orilla. Se atribuye a Pitágoras la primera demostración del teorema que lleva su nombre, aunque el enunciado del teorema tiene una larga historia. En su comentario sobre Euclides, Proclo afirma que Pitágoras expresó el teorema que lleva su nombre y construyó ternas pitagóricas algebraicamente antes que de forma geométrica. La Academia de Platón tenía como lema "Que no pase nadie que no sepa Geometría".
Los Pitagóricos probaron la existencia de números irracionales. Eudoxio (408 al 355 a. C.) desarrolló el método exhaustivo, un precursor de la moderna integración. Aristóteles (384 al 322 a. C.) fue el primero en dar por escrito las leyes de la lógica. Euclides (hacia el 300 a. C.) dio el ejemplo más temprano de la metodología matemática usada hoy día, con definiciones, axiomas, teoremas y demostraciones. Euclides también estudió las cónicas. En su libro Elementos recoge toda la matemática de la época. En los Elementos se abordan todos los problemas fundamentales de la matemática, aunque siempre bajo un lenguaje geométrico. Además de problemas geométricos, también trata problemas aritméticos, algebraicos y de análisis matemático. Además de los teoremas familiares sobre geometría, tales como el Teorema de Pitágoras, los Elementos incluyen una demostración de que la raíz cuadrada de dos es un número irracional y otra sobre la infinitud de los números primos. La Criba de Eratóstenes (hacia 230 a. C.) fue usada para el descubrimiento de números primos.
Arquímedes de Siracusa (hacia 287-212 a. C.) usó el método exhaustivo para calcular el área bajo un arco de parábola con ayuda de la suma de una serie infinita y dio una aproximación notablemente exacta de pi. También estudió la espiral, dándole su nombre, fórmulas para el volumen de superficies de revolución y un ingenioso sistema para la expresión de números muy grandes.

### Gran Bretaña
Los monumentos megalíticos en Inglaterra y Escocia, del III milenio a. C., podrían incorporar ideas geométricas tales como círculos, elipses y ternas pitagóricas en su diseño.

### China
El emperador Qin Shi Huang ordenó en el 212 a. C. que todos los libros de fuera del estado de Qin fueran quemados. El mandato no fue obedecido por todo el mundo, pero como consecuencia se conoce muy poco acerca de la matemática en la China ancestral. El libro de matemáticas más antiguo que sobrevivió a la quema fue el I Ching, que usa trigramas y hexagramas para propósitos filosóficos, matemáticos y místicos. Estos objetos matemáticos están compuestos de líneas enteras o divididas llamadas yin (femenino) y yang (masculino), respectivamente (véase Secuencia del Rey Wen).
La obra más antigua sobre geometría en China viene de canon filosófico mohista, hacia el 330 a. C., recopilado por los acólitos de Mozi (470-390 a. C.). El Mo Jing describió varios aspectos de muchos campos relacionados con la física así como proporcionó una pequeña dosis de matemáticas.
Después de la quema de libros, la dinastía Han (202 a. C.–220 d. C.) produjo obras matemáticas que presumiblemente abundaban en trabajos que se habían perdido. La más importante de estas es Los nueve capítulos sobre el arte matemático, cuyo título completo apareció hacia el 179 d. C., pero existía anteriormente en parte bajo otros títulos. La obra consiste en 246 problemas en palabras que involucran agricultura, negocios, usos geométricos para establecer las dimensiones de las pagodas, ingeniería, agrimensura y nociones sobre triángulos rectángulos y π (pi). También se usa el principio de Cavalieri sobre volúmenes más de mil años antes de que el propio Cavalieri lo formulara en Occidente. Se crearon pruebas sobre el Teorema de Pitágoras y una formulación matemática de la eliminación de Gauss-Jordan. Liu Hui hizo un comentario de la obra hacia el siglo III.
En resumen, las obras matemáticas astrónomo e inventor Zhang Heng (78–139 d. C.) del período Han contenían una formulación para {\displaystyle \pi } también, la cual difería de los cálculos de Liu Hui. Zhang Heng usó su fórmula de {\displaystyle \pi } para encontrar volúmenes esféricos. Estaban también los trabajos escritos del matemático y teórico de la música Jing Fang (78–37 a. C.); mediante el uso de la coma pitagórica, Jing observó que 53 quintas justas se aproximan a 31 octavas. Esto llevaría más tarde al descubrimiento del temperamento igual que divide a la octava en 53 partes iguales y no volvería a ser calculado con tanta precisión hasta que en el siglo XVII lo hiciese el alemán Nicholas Mercator.
Los chinos también hicieron uso de diagramas combinatorios complejos conocidos como cuadrado mágico y círculo mágico, descritos en tiempos ancestrales y perfeccionados por Yang Hui (1238–1398 d. C.).

### India
La matemática india o matemática hindú logró una importancia capital en la cultura occidental prerrenacentista con el legado de sus cifras, incluyendo el numeral cero (0), para denotar la ausencia de una unidad en la notación posicional.
Las primeras matemáticas conocidas en la historia de la India datan del 3000-2600 a. C., en la cultura del valle del Indo (civilización Harappa) del norte de la India y Pakistán. Esta civilización desarrolló un sistema de medidas y pesas uniforme que usaba el sistema decimal, una sorprendentemente avanzada tecnología con ladrillos para representar razones, calles dispuestas en perfectos ángulos rectos y una serie de formas geométricas y diseños, incluyendo cuboides, barriles, conos, cilindros y diseños de círculos y triángulos concéntricos y secantes. Los instrumentos matemáticos empleados incluían una exacta regla decimal con subdivisiones pequeñas y precisas, unas estructuras para medir de 8 a 12 secciones completas del horizonte y el cielo y un instrumento para la medida de las posiciones de las estrellas para la navegación. La escritura de Harappa (diferente de otras formas de escritura hindú) no ha sido descifrada todavía, de ahí que se sepa poco sobre las formas escritas de las matemáticas en Harappa. Hay evidencias arqueológicas que han llevado a algunos a sospechar que esta civilización usaba un sistema de numeración de base octal y tenían un valor para π, la razón entre la longitud de la circunferencia y su diámetro.
No obstante fue durante el período clásico (siglos I al VIII) cuando los matemáticos indios llegaron a la madurez. Con anterioridad a este período, los hindúes tuvieron algún contacto con el mundo griego. La marcha de Alejandro Magno sobre la India tuvo lugar durante el siglo IV a. C. Por otra parte, la expansión del budismo en China y la del mundo árabe multiplicaron los puntos de contacto de la India con el exterior. Sin embargo, las matemáticas hindúes se desenvolvieron en un plano original, apoyándose más en el cálculo numérico que en el rigor deductivo.
Los avances en matemática india posteriores a los Sulba Sutras son los Siddhantas, tratados astronómicos del período Gupta (siglos IV y V d. C.) que muestran una fuerte influencia helénica. Son significativos en cuanto a que contienen la primera instancia de relaciones trigonométricas basadas en una semicuerda, como en trigonometría moderna, en lugar de una cuerda completa, como en la trigonometría ptolemaica. Con una serie de alteraciones y errores de traducción de por medio, las palabras «seno» y «coseno» derivan del sánscrito jiya y kojiya.
El Suria-sidhanta (hacia el año 400) introdujo las funciones trigonométricas de seno, coseno y arcoseno y estableció reglas para determinar las trayectorias de los astros que son conformes con sus posiciones actuales en el cielo. Los ciclos cosmológicos explicados en el texto, que eran una copia de trabajos anteriores, correspondían a un año sideral medio de 365.2563627 días, lo que solo es 1,4 segundos mayor que el valor aceptado actualmente de 365.25636305 días. Este trabajo fue traducido del árabe al latín durante la Edad Media.
En el siglo V, Aryabhata escribe el Aryabhatiya, un delgado volumen concebido para complementar las reglas de cálculo utilizadas en astronomía y en medida matemática. Escrito en verso, carece de rigor lógico o metodología deductiva. Aunque casi la mitad de las entradas son incorrectas, es en el Aryabhatiya en donde el sistema decimal posicional aparece por vez primera. Siglos más tarde, el matemático árabe Abu Rayhan Biruni describiría este tratado como «una mezcla de guijarros ordinarios y cristales onerosos». En 499, Aryabhata introdujo la función verseno, produjo las primeras tablas trigonométricas del seno, desarrolló técnicas y algoritmos de álgebra y obtuvo la solución completa de ecuaciones lineales por un método equivalente al actual, además de cálculos astronómicos basados en un sistema geocéntrico. Desde el siglo VIII estuvo disponible una traducción al árabe de su Ariabhatiya, seguida de una traducción al latín en el siglo XIII. También calculó el valor de π con once decimales (3,14159265359).
En el siglo VII, Brahmagupta identificó el teorema de Brahmagupta, la identidad de Brahmagupta y la fórmula de Brahmagupta y, por primera vez en Brahma-sphuta-siddhanta, explicó claramente los dos usos del número 0: como un símbolo para rellenar un hueco en el sistema posicional y como una cifra y explicó el sistema de numeración indoarábigo. Fue a raíz de una traducción de este texto indio sobre matemáticas (hacia el 770) cuando las matemáticas islámicas tuvieron acceso a este sistema de numeración, que posteriormente adaptaron usando los numerales arábigos. Los estudiantes árabes exportaron este conocimiento a Europa hacia el siglo XII y terminó desplazando los sistemas de numeración anteriores en todo el mundo. En el siglo X, un comentario de Jalaiuda sobre la obra de Pingala incluía un estudio de la sucesión de Fibonacci y del triángulo de Pascal y describía la formación de una matriz.[cita requerida]
En el siglo XII, Bhaskara II estudió diversas áreas de las matemáticas. Sus trabajos describen el concepto preliminar de infinitesimal y coeficiente diferencial . También estableció el teorema de Rolle (un caso especial del teorema del valor medio), estudió la ecuación de Pell,[cita requerida] e investigó la derivada de la función seno. Hasta qué punto sus aportes anticiparon la invención del cálculo es fuente de controversias entre los historiadores de las matemáticas.
Desde el siglo XII, Mádhava, fundador de la Escuela de Kerala, encontró la llamada serie de Madhava-Leibniz y, utilizando 21 términos, computó el valor del número π a 3,14159265359. Mádhava también encontró la serie de Madhava-Gregory para el arcotangente, la serie de potencias Madhava-Newton para determinar el seno y el coseno así como las aproximaciones de Taylor para las funciones seno y coseno. En el siglo XVI, Jyesthadeva consolidó muchos de los desarrollos y teoremas de la Escuela de Kerala en los Yukti-bhāṣā. Sin embargo, la Escuela no formuló una teoría sistemática de la derivada o la integración, ni existe evidencia directa de que sus resultados hayan sido transmitidos al exterior de Kerala.

### Incas
Las matemáticas de los incas (o del Tawantinsuyu) se refieren al conjunto de conocimientos numéricos y geométricos y los instrumentos desarrollados y usados en la nación de los incas antes de la llegada de los españoles. Se puede caracterizar, principalmente, por su capacidad de cálculo en el ámbito económico. Los quipus y yupanas son muestra de la importancia que alcanzó la aritmética en la administración estatal incaica. Esto se plasmó en una aritmética sencilla pero efectiva, para fines contables, basada en el sistema decimal; conocieron el cero, y dominaron la adición, la resta, la multiplicación y la división. Tuvo un carácter eminentemente aplicativo a tareas de gestión, de estadística y de medición. Lejos del esbozo euclidiano de la matemática como un corpus deductivo, apta y útil para las necesidades de una administración centralizada.

### Mayas
Los mayas utilizaban un sistema de numeración vigesimal (de base 20) de raíz mixta, similar al de otras civilizaciones mesoamericanas. El sistema numérico de rayas y puntos, que formaba la base de la numeración maya, estaba en uso en Mesoamérica desde c. 1000 a. C.; los mayas lo adoptaron por el Preclásico Tardío, y añadieron el símbolo para el cero. Esto puede haber sido la aparición más temprana conocida del concepto del cero explícito en el mundo, aunque es posible que haya sido precedido por el sistema babilónico. El primer uso explícito del cero fue grabado en monumentos que datan de 357 d. C. En sus aplicaciones más tempranas, el cero sirvió como notación posicional, lo que indica la ausencia de un conteo calendárico particular. Posteriormente, se desarrolló en un número que se podía utilizar para cálculos, y fue incluido en los textos glíficos durante más de mil años, hasta que su uso fue extinguido por los españoles.

## Edad Media

### Mundo islámico
La matemática islámica, también conocida como matemática árabe o matemática musulmana, se enriqueció en forma creciente a medida que los musulmanes conquistaron nuevos territorios. Con rapidez inusitada, el imperio islámico se expandió en todo el territorio que se asienta por las orillas del Mediterráneo, desde Persia (Irán) hasta los Pirineos.
El imperio islámico, establecido a lo largo del Oriente Medio, Asia Central, África del Norte, Iberia, y parte de la India, hizo aportes significativos en matemáticas en el siglo octavo. Aunque la mayor parte de los textos islámicos sobre matemáticas fueron escritos en árabe, no todos fueron escritos por árabes, dado que, así como el griego era usado en el mundo helenístico, el árabe era usado como el lenguaje escrito de los intelectuales no árabes a lo largo del mundo islámico en aquella época. Junto con los árabes, muchos otros importantes matemáticos islámicos fueron persas.
En el siglo IX, Al-Juarismi escribió varios libros importantes sobre los números arábigos y sobre los métodos de resolución de ecuaciones. Su libro Sobre los cálculos con números arábigos, escrito alrededor del año 825, junto con el trabajo de Al-Kindi, fueron instrumentos para dar a conocer las matemáticas árabes y los números arábigos en Occidente. La palabra algoritmo se deriva de la latinización de su nombre, algoritmi, y la palabra álgebra del título de uno de sus trabajos, Al-Kitāb al-mukhtaṣar fī hīsāb al-ğabr wa’l-muqābala (Compendio de cálculo por compleción y comparación). Al-Juarismi a menudo es apodado "el padre del álgebra", por sus importantes contribuciones a este campo. Aportó una meticulosa explicación a la solución de ecuaciones de segundo grado con raíces positivas, y fue el primero en enseñar el álgebra en sus formas más elementales. También introdujo el método fundamental de "reducción" y "balance", refiriéndose a la colocación de los términos restados al otro lado de una ecuación, es decir, la cancelación de términos iguales que se encuentran en lados opuestos de una ecuación. Esta operación fue descrita originariamente por Al-Jarismi como al-jabr. Su álgebra no solo consistía "en una serie de problemas sin resolver, sino en una exposición que comienza con las condiciones primitivas que se deben dar en todos los prototipos de ecuaciones posibles mediante una serie de combinaciones, a partir de este momento serán objeto de estudio."
El posterior desarrollo del álgebra vino de la mano de Al-Karaji. En su tratado al-Fakhri extiende la metodología para incorporar potencias y raíces de cantidades desconocidas. La primera demostración por inducción matemática de la que se tiene constancia aparece en un libro escrito por Al-Karaji en el 1000 d. C., en el que demuestra el teorema del binomio, el triángulo de Pascal, y la suma de cubos integrales. El historiador de las matemáticas, F. Woepcke, elogió a Al-Karaji por haber sido "el primero en introducir la teoría del cálculo algebraico." También en el siglo X Abul Wafa tradujo las obras de Diofanto al árabe y desarrolló la función tangente. Ibn al-Haytham fue el primer matemático en deducir la fórmula de la suma de las ecuaciones cuárticas, usando un método que puede generalizarse para determinar la fórmula general de la suma de cualquier potencia entera. Desarrolló una integración para calcular el volumen de un paraboloide y fue capaz de generalizar sus resultados para las integrales de polinomios de más de cuarto grado. Incluso se acercó bastante a la fórmula general de la integral de polinomios, aunque no estaba interesado en polinomios de grado mayor que cuatro.

### Europa

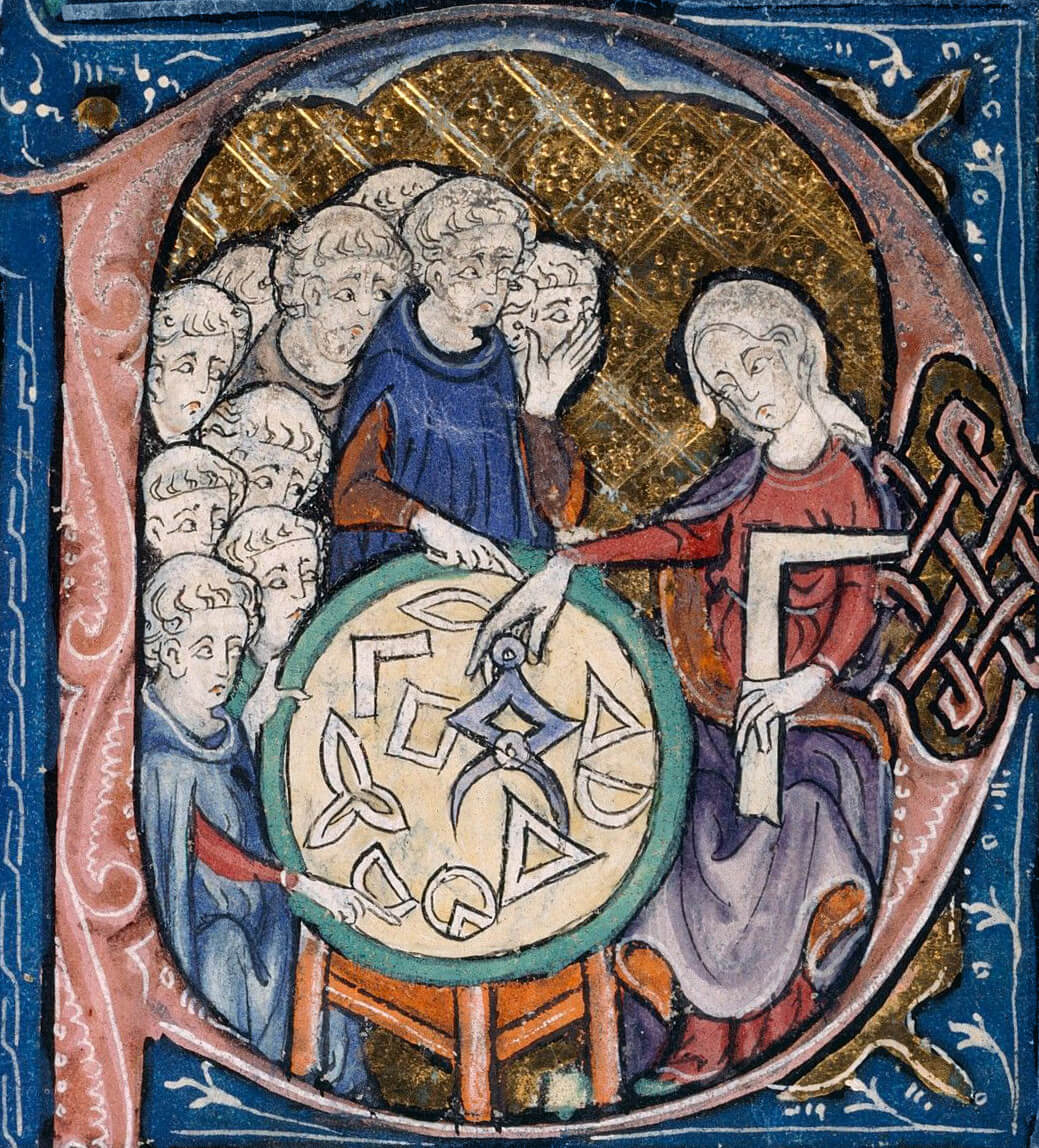
Ilustración de los Elementos de Euclides, hacia 1309-1316.

Durante la Edad Media las aplicaciones del álgebra al comercio, y el dominio de los números, lleva al uso corriente de los números irracionales, una costumbre que es luego transmitida a Europa. También se aceptan las soluciones negativas a ciertos problemas, cantidades imaginarias y ecuaciones de grado tres.
El desarrollo de la matemática durante la Edad Media es frecuentemente motivada por la creencia en un «orden natural»; Boecio las sitúa dentro del currículo, en el siglo VI, al acuñar el término Quadrivium para el estudio metódico de la aritmética, la geometría, la astronomía y la música; en su De institutione arithmetica, una traducción de Nicómaco, entre otros trabajos que constituyeron la base de la matemática hasta que se recuperaron los trabajos matemáticos griegos y árabes.
Durante el siglo XII, particularmente en Italia y en España, se traducen textos árabes y se redescubren los griegos. Toledo se vuelve un centro cultural y de traducciones; los escolares europeos viajan a España y a Sicilia en busca de literatura científica árabe. Véase Traducciones latinas del siglo XII, incluyendo el Compendio de cálculo por compleción y comparación de al-Khwārizmī, y la versión completa de los Elementos de Euclides, traducida a varios idiomas por Adelardo de Bath, Herman de Carinthia, y Gerardo de Cremona.
El crecimiento económico y comercial que conoce Europa, con la abertura de nuevas rutas hacia el oriente musulmán, permite también a muchos mercaderes familiarizarse con las técnicas transmitidas por los árabes. Las nuevas fuentes dan un impulso a la matemática. Fibonacci escribe su Liber Abaci en 1202, reeditado en 1254, produce el primer avance significativo en matemática en Europa con la introducción del sistema de numeración indio: los números arábigos (sistema de notación decimal, posicional y con uso común del cero). En teoría enseñada en el Quadrivium, pero también destinada a la práctica comercial. Esta enseñanza se transmite en las botteghe d'abbaco o «escuelas de ábacos», en donde los maestri enseñaban la aritmética, la geometría y los métodos calculatorios a los futuros comerciantes, a través de problemas recreativos, conocidos gracias a «tratados de álgebra» que estos maestros han dejado. Aunque el álgebra y la contabilidad corren por senderos separados, para cálculos complejos que involucran interés compuesto, un buen dominio de la Aritmética es altamente valorado.

## Renacimiento europeo

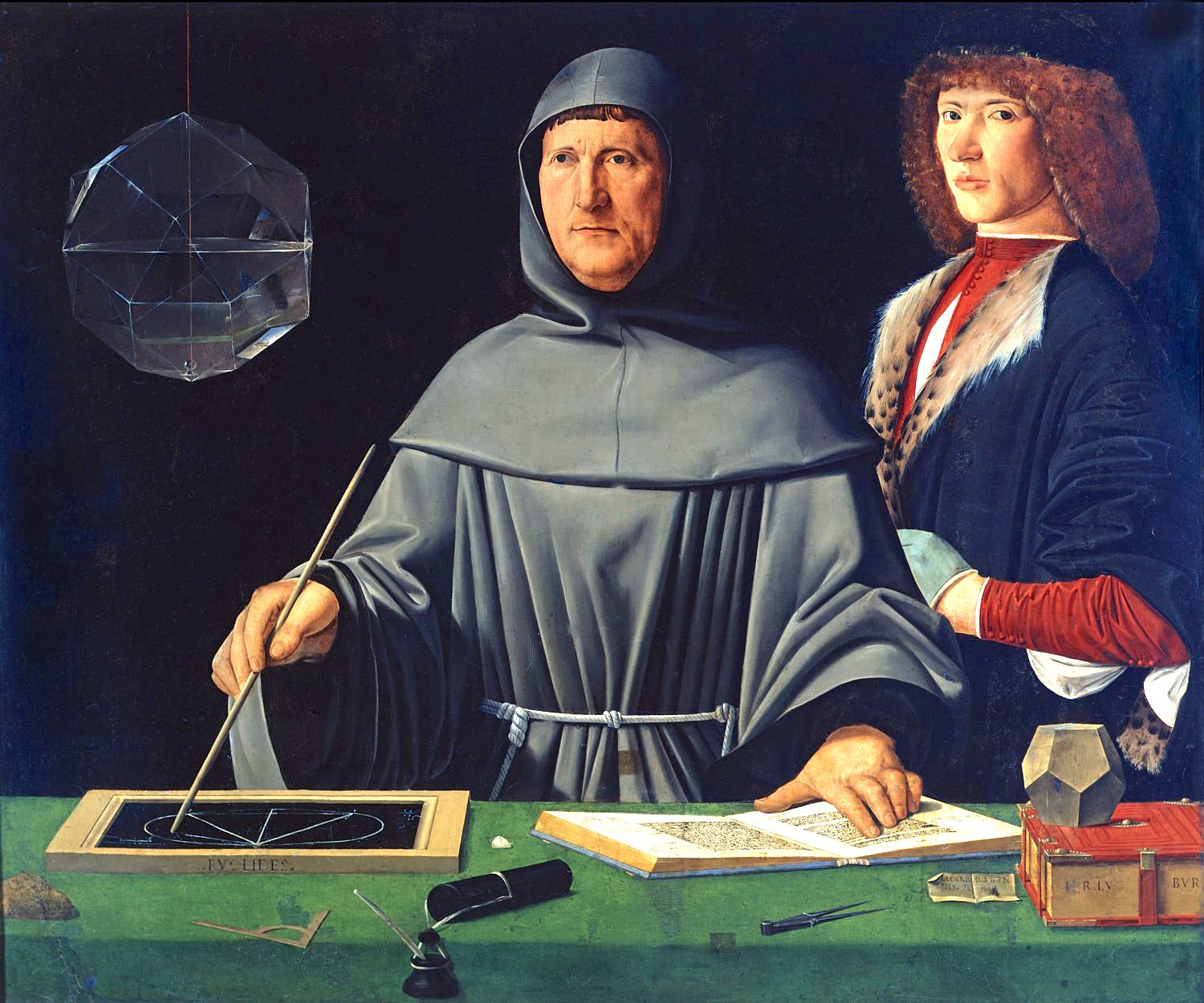
Ritratto di Luca Pacioli, 1495, atribuido a Jacopo de'Barbari (Museo di Capodimonte).

Hay un fuerte desarrollo en el área de la matemática en el siglo XIV, como la dinámica del movimiento. Thomas Bradwardine propone que la velocidad se incrementa en proporción aritmética como la razón de la fuerza a la resistencia se incrementa en proporción geométrica, y muestra sus resultados con una serie de ejemplos específicos, pues el logaritmo aún no había sido concebido; su análisis es un ejemplo de cómo se transfirió la técnica matemática utilizada por al-Kindi y Arnau de Vilanova.
Los matemáticos de esta época (tales como los calculatores de Merton College, de Oxford), al no poseer los conceptos del cálculo diferencial o de límite matemático, desarrollan ideas alternativas como por ejemplo: medir la velocidad instantánea como la "trayectoria que habría seguido [un cuerpo] si... hubiese sido movido uniformemente con un mismo grado de velocidad con el que es movido en ese instante dado"; o bien: determinar la distancia cubierta por un cuerpo bajo movimiento uniforme acelerado (hoy en día resuelto con métodos de integración). Este grupo, compuesto por Thomas Bradwardine, William Heytesbury, Richard Swineshead y John Dumbleton, tiene como principal éxito la elaboración del teorema de la velocidad media que más tarde, usando un lenguaje cinemático y simplificado, compondría la base de la "ley de la caída de los cuerpos", de Galileo.
Nicolás Oresme en la Universidad de París y el italiano Giovanni di Casali, proveyeron -independientemente- una demostración gráfica de esta relación. En un comentario posterior a los Elementos, Oresme realiza un análisis más detallado en el cual prueba que todo cuerpo adquiere, por cada incremento sucesivo de tiempo, un incremento de una cualidad que crece como los números impares. Utilizando el resultado de Euclides que la suma de los números impares son los cuadrados, deduce que la cualidad total adquirida por el cuerpo, se incrementará conforme el cuadrado del tiempo.
Luca Pacioli escribe Summa de Arithmetica, Geometría, Proportioni et Proportionalità (Venecia, 1494), en donde se incluyen tratados de contabilidad y escritura; si bien estaba dirigido a mercaderes o aprendices de mercaderes, también contenía acertijos y rompecabezas matemáticos. En Summa Arithmetica, Pacioli introduce símbolos por primera vez en un libro impreso, lo que luego se convirtió en una notación convencional. También es el primer libro conocido de álgebra (mucho del contenido es plagiado de Piero della Francesca).
Durante la primera mitad del siglo XVI, Scipione del Ferro y Niccolò Fontana Tartaglia descubren las soluciones complejas de las ecuaciones cúbicas, trabajando en la resolución de ecuaciones. Retomado por Tartaglia y publicado por Cardan, encuentran una primera formulación junto con Bombelli. Gerolamo Cardano publicará el Ars magna junto con un trabajo de su alumno Ferrari, quien resuelve las ecuaciones de cuarto grado. En 1572 Rafael Bombelli publica su L'Algebra, en el que muestra cómo utilizar las cantidades imaginarias que podrían aparecer en la fórmula de Cardano para las ecuaciones de grado tres.
Hasta fines del siglo XVI, la resolución de problemas matemáticos continúa siendo una cuestión retórica. El cálculo simbólico aparecerá en 1591, con la publicación del In Artem Analyticem Isagoge de François Viète y la introducción de notaciones específicas para las constantes y las variables (trabajo popularizado y mejorado por Harriot, Fermat y Descartes, cambiará por completo el trabajo algebraico desarrollado en Europa). La principal aportación del Renacimiento a la matemática fue la sustitución del álgebra tensorial, heredado de la Antigua Grecia, por la más sencilla álgebra de los polinomios. En este periodo el álgebra, que desde los Elementos de Euclides se había estudiado desde un punto de vista geométrico, se independiza de la geometría y se convierte en una rama autónoma dentro de la matemática.

## SiglosXVIIyXVIII

### Europa

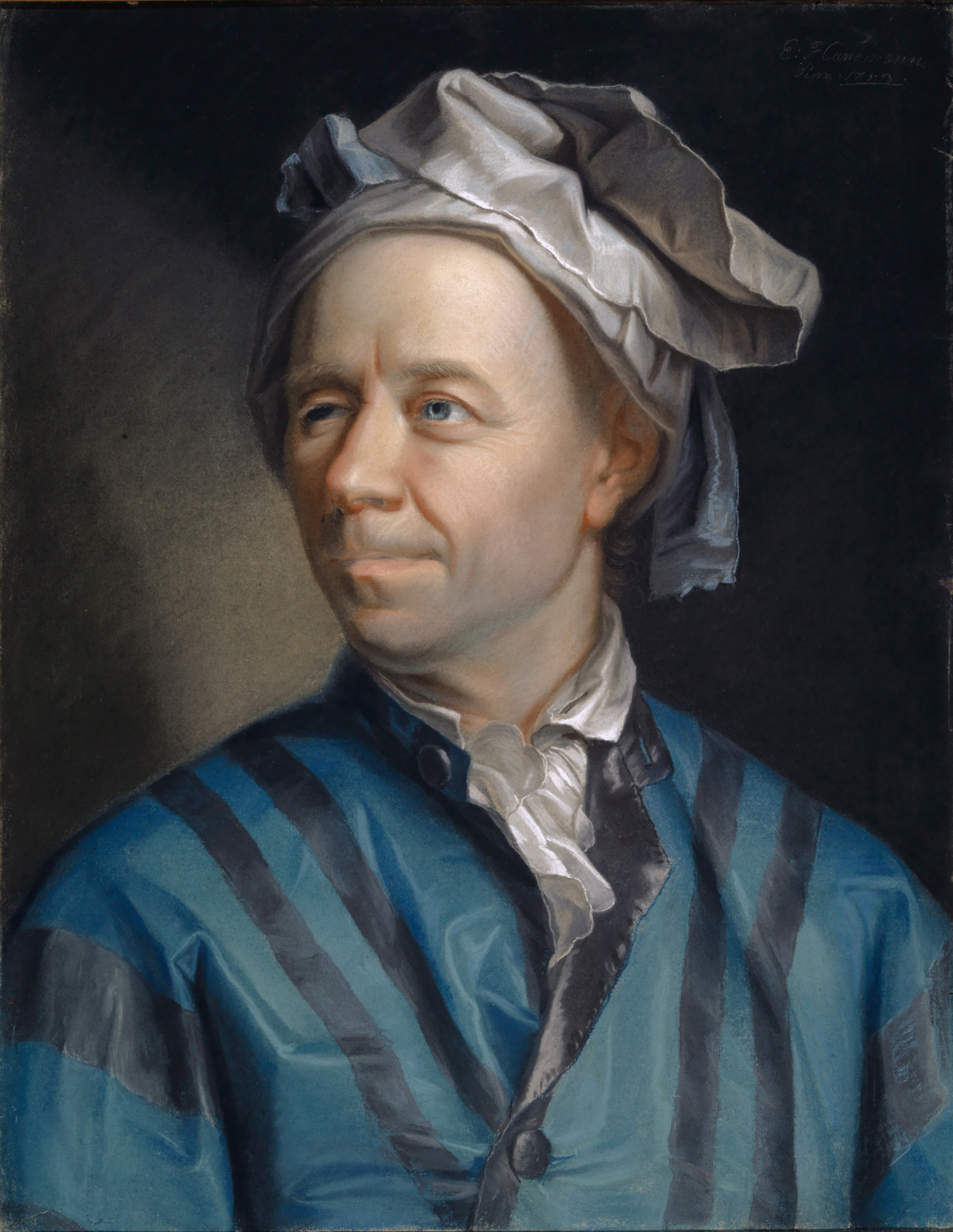
Leonhard Euler por Emanuel Handminthon.

La matemática se inclina sobre aspectos físicos y técnicos. Isaac Newton y Gottfried Leibniz crean el cálculo infinitesimal, con lo que se inaugura la era del análisis matemático, la derivada, la integración y las ecuaciones diferenciales. Esto fue posible gracias al concepto de límite, considerado la idea más importante de la matemática. No obstante, la formulación precisa del concepto de límite no se produjo hasta el siglo XIX con Cauchy.
El universo matemático de comienzos del siglo XVIII está dominado por la figura de Leonhard Euler y por sus aportes tanto sobre función matemática como teoría de números, mientras que Joseph-Louis Lagrange alumbra la segunda mitad del siglo.
El siglo precedente había visto la puesta en escena del cálculo infinitesimal, lo que abría la vía al desarrollo de una nueva disciplina matemática: el análisis algebraico, en el que, a las operaciones clásicas del álgebra, se añaden la diferenciación y la integración. El cálculo infinitesimal se aplica tanto en la física (mecánica, mecánica celeste, óptica, cuerdas vibrantes) como en geometría (estudio de curvas y superficies). Leonhard Euler, en Calculi différentialis (1755) y en Institutiones calculi integralis (1770), intenta establecer las reglas de utilización de los infinitos pequeños y desarrolla métodos de integración y de resolución de ecuaciones diferenciales. También se destacan los matemáticos Jean le Rond d'Alembert y Joseph-Louis Lagrange. En 1797, Sylvestre François Lacroix publica Traité du calcul différentiel et intégral que es una síntesis de los trabajos del Análisis del siglo XVIII. La familia Bernoulli contribuye al desarrollo de la resolución de las ecuaciones diferenciales.
La función matemática se vuelve un objeto de estudio aparte entera. Matemáticos de la talla de Brook Taylor, James Stirling, Euler, Maclaurin o Lagrange, la utilizan en problemas de optimización; se la desarrolla en series enteras o asintóticas pero sin preocuparse de su convergencia. Leonhard Euler elabora una clasificación de funciones. Se intenta aplicarla a los reales negativos o complejos.
En esta época se produce el fenómeno contrario al observado en el siglo XVI. Álgebra y geometría vuelven a unirse bajo un mismo método, pero ahora es el lenguaje algebraico el que se aplica al estudio de los problemas geométricos.
El teorema fundamental del álgebra (existencia de raíces eventualmente complejas a todo polinomio) que tenía forma de conjetura desde hacía dos siglos, es revalorizado en la utilización de la descomposición en elementos simples, necesario para el cálculo integral. Sucesivamente, Euler (1749) y Lagrange (1771), intentan demostraciones algebraicas pero se enfrentan a la parte trascendente del problema (todo polinomio de grado impar sobre R posee una raíz real), que necesitará de la utilización de un teorema de valores intermedios.
La demostración de D'Alembert publicada en 1746 en los anales de la academia de Berlín, es la más completa pero contiene aún algunas lagunas y pasajes obscuros. Gauss, en 1799, que critica a D'Alembert sobre estos puntos, no está exento de los mismos reproches. Hay que hacer intervenir en un momento un resultado fuerte del Análisis que el siglo aún no conoce. Además, este obstáculo se sitúa en la cuestión de los puntos de bifurcación: es una cuestión ya debatida en la polémica sobre los logaritmos y los números negativos a la que pondrá fin Euler. La segunda y tercera demostración de Gauss no adolecen de estas carencias, pero ya no se inscriben dentro del mismo siglo.
En aritmética, Euler demuestra el pequeño teorema de Fermat y da una versión extendida a los números compuestos (1736-1760).

### Japón

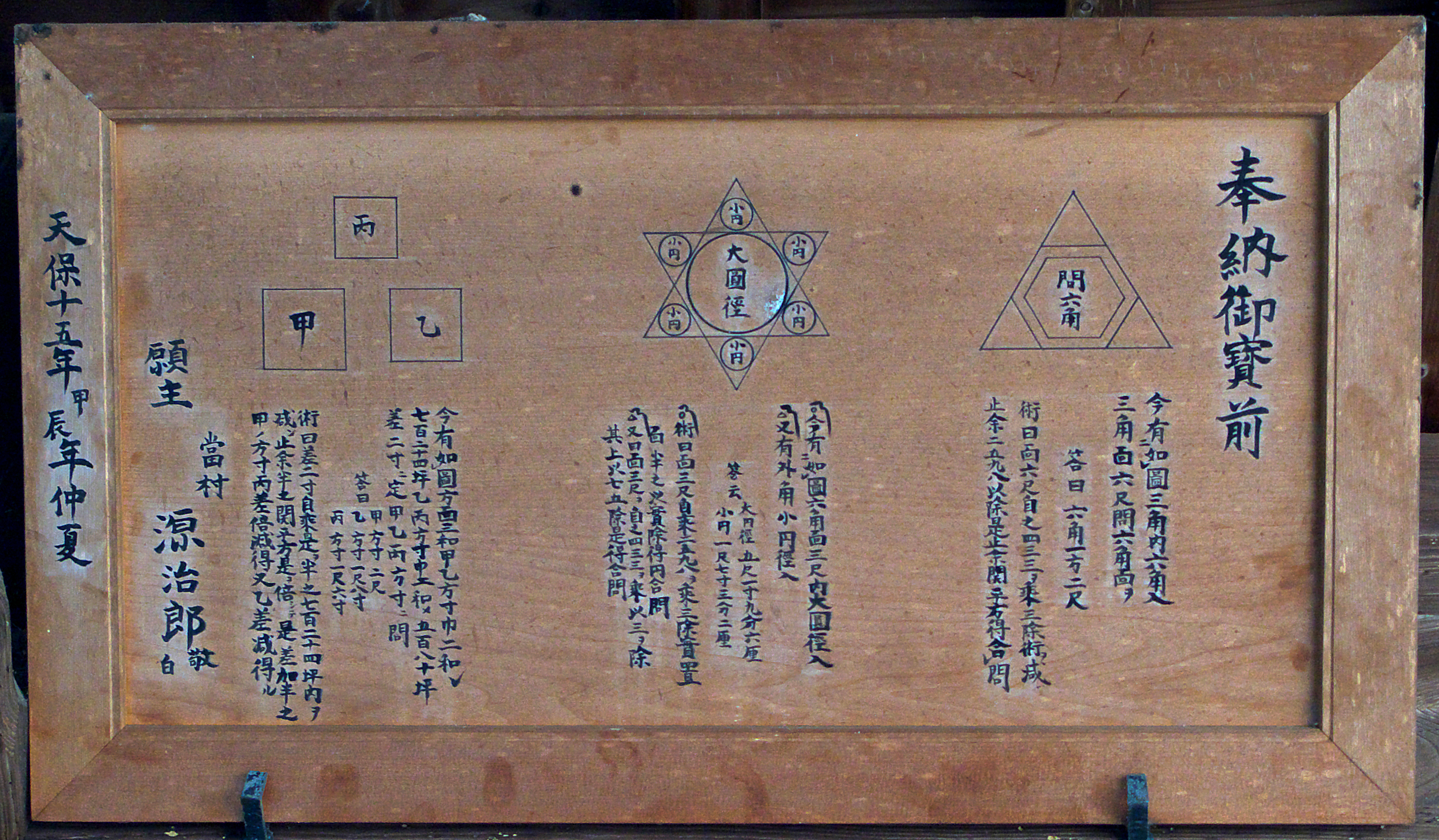
Sangaku.

La matemática que se desarrolla en Japón durante el período Edo (1603-1887), es independiente de la matemática occidental; a este período pertenece el matemático Seki Kōwa, de gran influencia por ejemplo, en el desarrollo del wasan (matemática tradicional japonesa), y cuyos descubrimientos (en áreas como el cálculo integral), son casi simultáneos a los matemáticos contemporáneos europeos como Gottfried Leibniz.
La matemática japonesa de este período se inspira de la matemática china, está orientada a problemas esencialmente geométricos. Sobre tablillas de madera llamadas sangaku, son propuestos y resueltos «enigmas geométricos»; de allí proviene, por ejemplo, el teorema del sexteto de Soddy.

## SigloXIX
La historia matemática del siglo XIX es inmensamente rica y fecunda. Numerosas teorías nuevas aparecen y se completan trabajos comenzados anteriormente. Domina la cuestión del rigor, como se manifiesta en el «análisis matemático» con los trabajos de Cauchy y la suma de series (la cual reaparece a propósito de la geometría), teoría de funciones y particularmente sobre las bases del cálculo diferencial e integral al punto de desplazar las nociones de infinitamente pequeño que habían tenido notable éxito el siglo pasado. Más aún, el siglo marca el fin del amateurismo matemático: la matemática era consideradas hasta entonces como obra de algunos particulares, en este siglo, se convierten en profesiones de vanguardia. El número de profesionales no deja de crecer y la matemática adquieren una importancia nunca antes vista. Las aplicaciones se desarrollan rápidamente en amplios dominios, haciendo creer que la ciencia todo lo puede; algunos sucesos así parecen atestiguarlo, como el descubrimiento de un nuevo planeta únicamente por el cálculo, o la explicación de la creación del sistema solar. El dominio de la física, ciencia experimental por excelencia, se ve completamente invadido por la matemática: el calor, la electricidad, el magnetismo, la mecánica de fluidos, la resistencia de materiales y la elasticidad, la cinética química, son todas matematizadas.

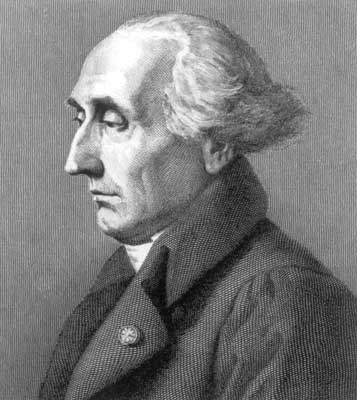
Joseph-Louis Lagrange
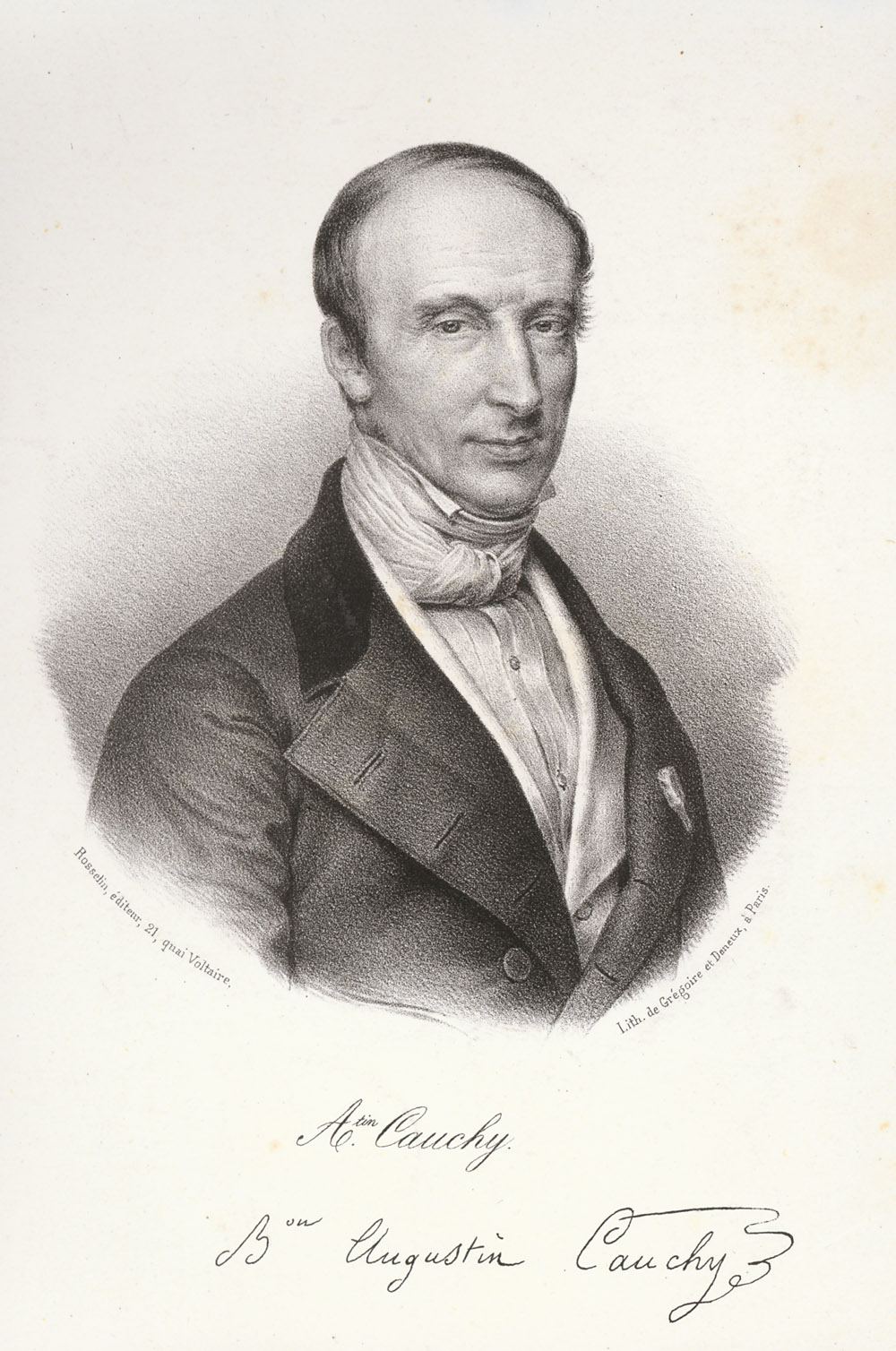
Augustin Louis Cauchy
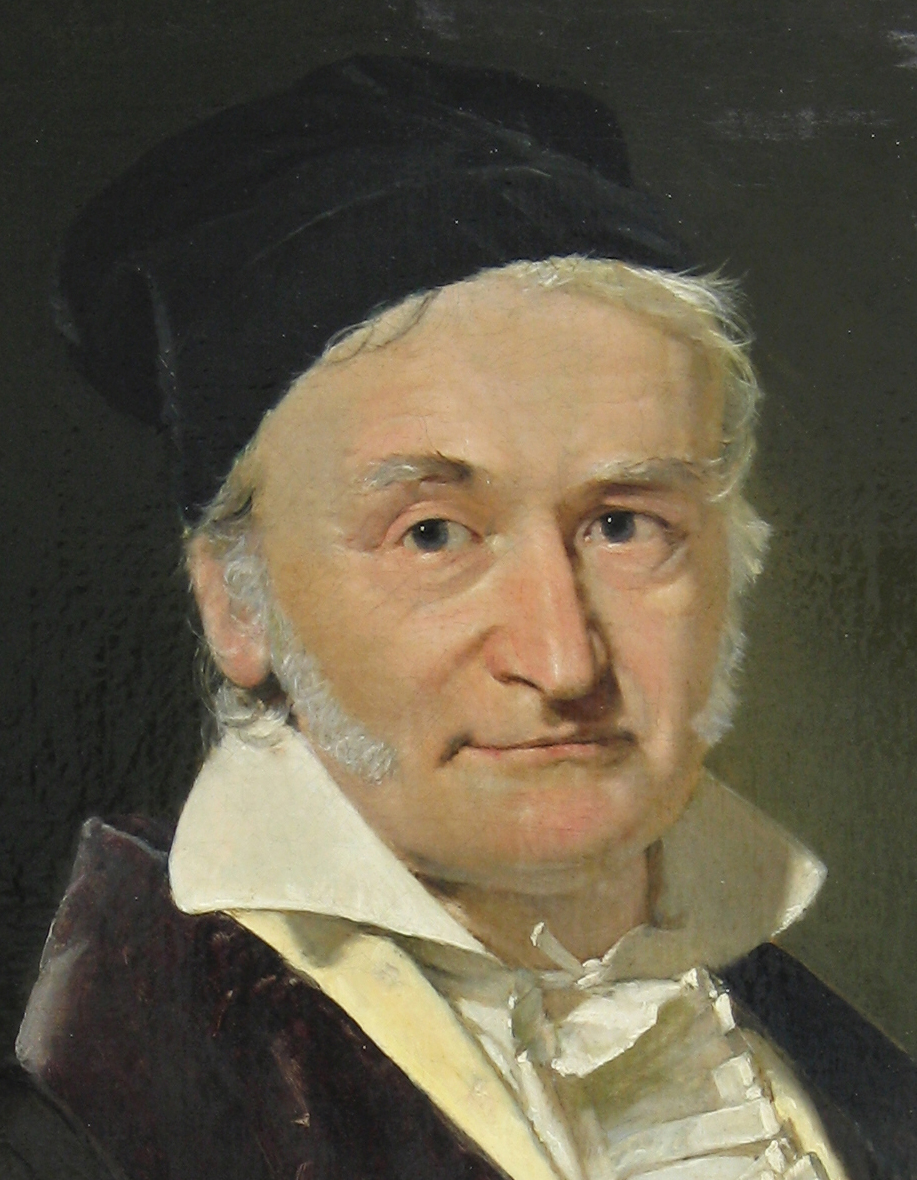
Carl Friedrich Gauss
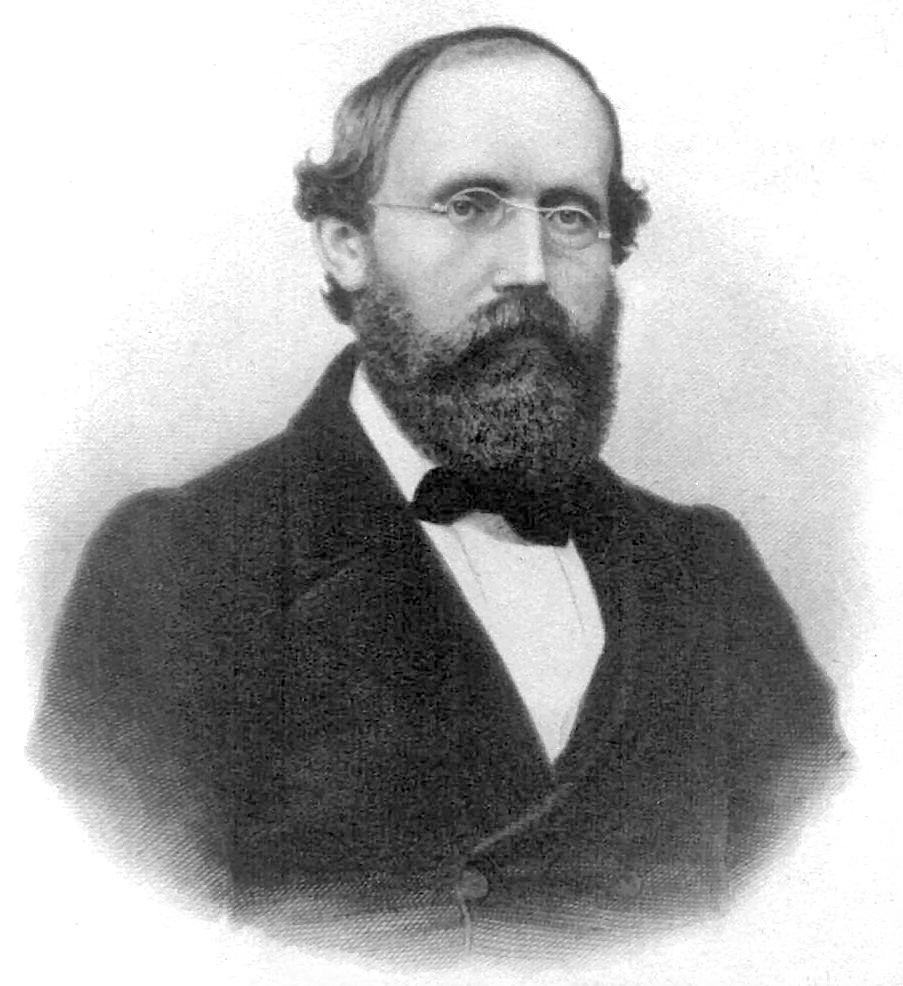
Bernhard Riemann
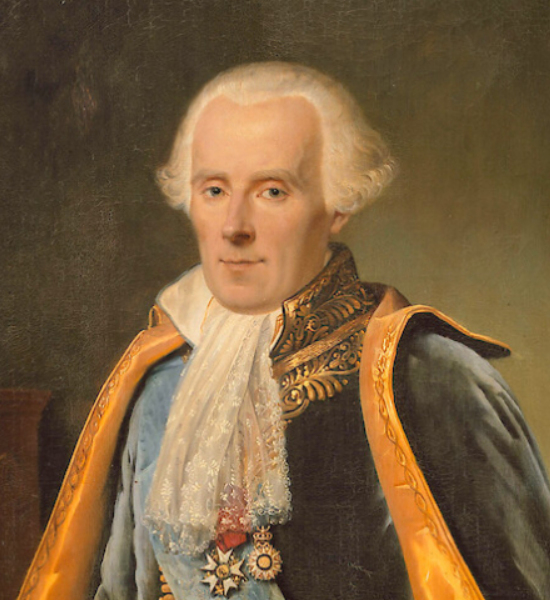
Pierre de Laplace
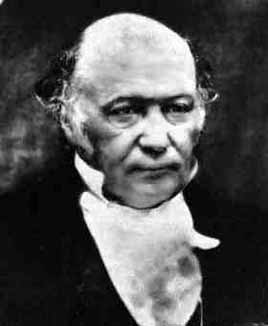
William Rowan Hamilton
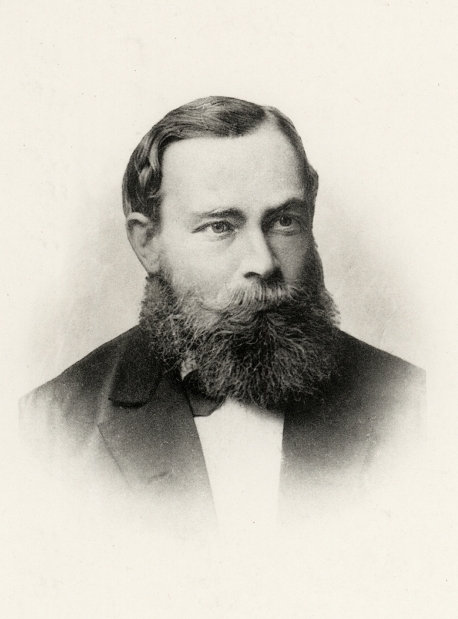
Gottlob Frege

Durante el siglo XIX la matemática se vuelven más abstractas. El trabajo revolucionario de Carl Friedrich Gauss (1777–1855) en matemática pura, incluye la primera prueba satisfactoria del «teorema fundamental de la aritmética» y de la «ley de reciprocidad cuadrática», además de numerosas contribuciones en función matemática, variable compleja, geometría, convergencia de series, etc.
En este siglo se desarrollan dos formas de geometría no euclidiana, en las que el postulado de las paralelas de la geometría euclídea ya no es válido. El matemático ruso Nikolai Ivanovich Lobachevsky y su rival, el matemático húngaro János Bolyai, independientemente definen y estudian la geometría hiperbólica. La geometría elíptica fue desarrollada más tarde por el matemático alemán Bernhard Riemann, quien también introduce el concepto de variedad (matemática) (y la hoy llamada Geometría de Riemann).
En álgebra abstracta, Hermann Grassmann da una primera versión de espacio vectorial. George Boole divisa un álgebra que utiliza únicamente los números 0 y 1, la hoy conocida como Álgebra de Boole, que es el punto de partida de la lógica matemática y que tiene importantes aplicaciones en ciencias de la computación.
Augustin Louis Cauchy, Bernhard Riemann y Karl Weierstrass reformularon el cálculo de manera más rigurosa.
El rápido crecimiento de la matemática provoca una crisis derivada de la necesidad de revisar todos sus fundamentos para obtenerlos de forma rigurosa a partir de estructuras algebraicas y topológicas. A finales del siglo XIX nace la matemática actual con las obras de Dedekind y Kronecker.

## SigloXX

Teorema de los cuatro colores.

El siglo XX ve a las matemática convertirse en una profesión mayor. Cada año, se gradúan miles de doctores, y las salidas laborales se encuentran tanto en la enseñanza como en la industria. Los tres grandes teoremas dominantes son: los Teoremas de incompletitud de Gödel; la demostración de la conjetura de Taniyama-Shimura, que implica la demostración del último teorema de Fermat; la demostración de las conjeturas de Weil por Pierre Deligne. Muchas de las nuevas disciplinas que se desarrollan o nacen son una continuación de los trabajos de Poincaré, las probabilidades, la topología, la geometría diferencial, la lógica, la geometría algebraica, los trabajos de Grothendieck, entre otras.
En un discurso en 1900 frente al Congreso Internacional de Matemáticos, David Hilbert propuso una lista de 23 problemas matemáticos. Esta lista, que toca varias áreas de las matemática, fue un foco central para muchos matemáticos del siglo XX. A la fecha (2011), 10 han sido resueltos, 7 parcialmente resueltos y 2 siguen abiertos; los 4 restantes están formulados de manera muy vaga para decidir si han sido resueltos o no.
Muchas conjeturas notables fueron finalmente probadas. En 1976, Wolfgang Haken y Kenneth Appel usaron una computadora para demostrar el teorema de los cuatro colores. Andrew Wiles, basado en trabajos previos de otros matemáticos, probó el último teorema de Fermat en 1995. Paul Cohen y Kurt Gödel probaron que la hipótesis del continuo es lógicamente independiente de (no puede ser probada o negada de) los axiomas de la teoría de conjuntos. En 1998 Thomas Callister Hales probó la conjetura de Kepler.
Colaboración matemática de tamaño y dimensiones imprecedentes toman lugar. Un ejemplo es la clasificación de grupos finitos simples (también llamada el "teorema enorme"), para cuya demostración, entre 1955 y 1983, se requirieron 500 artículos de alrededor de 100 autores, llenando miles de páginas. Un grupo de matemáticos franceses, incluyendo Jean Dieudonné y André Weil, publican bajo el pseudónimo «Nicolás Bourbaki», con intención de exponer la totalidad del conocimiento matemático como un todo riguroso coherente. El resultado de varias docenas de volúmenes, reunidos en Elementos de matemática, ha tenido una influencia controversial en la educación matemática.
La geometría diferencial se convirtió en objeto de estudio como tal cuando Einstein la utiliza en la relatividad general. Áreas enteramente nuevas de la matemática como la lógica matemática, la topología y la teoría de juegos de John von Neumann, cambian el tipo de preguntas a las cuales se podía dar respuesta con métodos matemáticos. Todo tipo de estructura fue reducido a un grupo de axiomas abstracto, y se les dio nombres como espacio métrico, espacio topológico, etc. Estos conceptos, a su vez fueron abstraídos hacia una teoría de categorías, como se suele ser el caso en matemática. Grothendieck y Serre relanzan la geometría algebraica utilizando teoría de haces. Grandes avances fueron hechos en el estudio cualitativo de la teoría de sistemas dinámicos que Poincaré había comenzado en los 1890's. La teoría de la medida fue desarrollada en los tardíos 1900´s y comienzos del siglo XX. Las aplicaciones de la medida incluyen la integral de Lebesgue, la axiomatización de Kolmogorov de la teoría de la probabilidad, y la teoría ergódica. La teoría de nudos también se amplió. La mecánica cuántica llevó al desarrollo del análisis funcional. Otras nuevas áreas incluyen la teoría de distribuciones de Laurent Schwartz, los teoremas de punto fijo, la teoría de la singularidad y la teoría de las catástrofes de René Thom, la teoría de modelos y los fractales de Mandelbrot. La teoría de Lie, constituida por los grupos de Lie y las álgebras de Lie se volvieron áreas de gran interés.
La invención y el continuo progreso de las computadoras, al comienzo máquinas mecánicas analógicas y después máquinas electrónicas, permitieron trabajar con cantidades cada vez más grandes de datos, y surgieron áreas como por ejemplo la teoría de la computabilidad de Alan Turing; la teoría de la complejidad computacional; la teoría de la información de Claude Shannon; el procesamiento de señales; el análisis de datos; la optimización y otras áreas de investigación de operaciones. En los siglos precedentes, muchos de los focos matemáticos estaban puestos en el cálculo y las funciones continuas, pero el surgimiento de la computación y la tecnología de las comunicaciones llevan a una importancia creciente los conceptos de las matemática discreta y la expansión de la combinatoria, incluyendo la teoría de grafos. La velocidad y procesamiento de datos de las computadoras también les permitieron encargarse de problemas matemáticos que consumirían demasiado tiempo con cálculos hechos con papel y lápiz, llevando a áreas como el análisis numérico y el cálculo formal. Algunos de los métodos y algoritmos más importantes del siglo XX han sido: el algoritmo símplex, la transformada rápida de Fourier, la corrección de errores hacia adelante, el Filtro de Kalman de la teoría de control y el algoritmo RSA de la criptografía asimétrica.

## SigloXXI
En el año 2000, el Clay Mathematics Institute anunció los siete problemas del milenio, y en 2003 la demostración de la conjetura de Poincaré fue resuelta por Grigori Perelmán (que razonó éticamente el no aceptar el premio).
La mayoría de las revistas de matemática tienen versión on line así como impresas, también salen muchas publicaciones digitales. Hay un gran crecimiento hacia el acceso en línea, popularizada por el ArXiv.